# Мадонела (Салерно)
Мадонела је насеље у Италији у округу Салерно, региону Кампанија.
Према процени из 2011. у насељу је живело 31 становника. Насеље се налази на надморској висини од 480 м.